# やまざき貴子
やまざき 貴子（やまざき たかこ、8月18日生）は、日本の少女漫画家。北海道別海町出身、女性。愛称はやまらき。

## 経歴
1985年、白泉社の第10回アテナ新人大賞新人賞を受賞。1986年、『LaLa DX』掲載の「インセクター☆シンドローム」でデビュー。1987年、第12回アテナ新人大賞にてデビュー優秀者賞を受賞。代表作は「マリー・ブランシュに伝えて」、「ZERO」、「っポイ!」。
2001年、『LaLa』から同社の『MELODY』に移籍。『月刊フラワーズ』（小学館）でも漫画連載を行われている。

## 作品リスト
白泉社・花とゆめコミックス
- っポイ!（全30巻）
- 「ムシ」シリーズ
  - アカデメイアの冒険者
  - マリー・ブランシュに伝えて
  - GONDWANA
  - アカデメイアの冒険者2
- 「若菜」シリーズ
  - 晴れて、カラカラ
  - きょうはアラシ
- 可視光線
- ZERO（全11巻）

白泉社・画集
- っポイ!

小学館・フラワーコミックス
- LEGAの13（全6巻）
- ――準備中。（全4巻）
- 夢みる機械人形（既刊1巻）

小学館・文庫
- きょうはアラシ
- インセクター☆シンドローム
- アカデメイアの冒険者

## 小説の挿絵
- 自由時間は終わらない（阪本直子作）